# Lepanthes dicycla
Lepanthes dicycla är en orkidéart som beskrevs av Carlyle August Luer och Alexander Charles Hirtz. Lepanthes dicycla ingår i släktet Lepanthes och familjen orkidéer.
Artens utbredningsområde är Ecuador. Inga underarter finns listade i Catalogue of Life.